# Østfold
| Wappen              | Karte                      |
| ------------------- | -------------------------- |
| Wappen von Østfold  | Østfold in Norwegen        |
| Basisdaten          |                            |
| Land:               | Norwegen                   |
| Verwaltungszentrum: | Sarpsborg                  |
| Fläche:             | 4004 km² (1. Januar 2025)  |
| Einwohner:          | 314.407 (1. Januar 2025)   |
| Bevölkerungsdichte: | 78,5 Einw. pro km²         |
| Politik             |                            |
| Fylkesordfører:     | Sindre Martinsen Evje (Ap) |

Østfold ist eine norwegische Provinz (Fylke).

## Geografie
Østfold liegt im Südosten Norwegens zwischen der Osloer Bucht und Schweden. Im Norden grenzt Østfold an Akershus, im Osten und Süden an Schweden. Das östliche Ufer des Oslofjords bildet die Westseite der Provinz.
Die Landschaft ist geprägt durch Moränenhügel, eine Vielzahl von Seen und an der Küste durch Schäreninseln, die die abtauenden Gletscher der letzten Eiszeit vor etwa 10.000 Jahren hinterließen. Der Slavasshøgda in der Kommune Rømskog ist mit 336 Meter über dem Meeresspiegel der höchste Gipfel der Provinz. Die Flüsse Glomma und Tistedalselva fließen durch das Gebiet. Zu den größten Seen der Provinz gehören der Vansjø, das Vestvannet, das Tunevannet und der Rømsjøen. Inmitten der Landschaft liegen die Hafenstädte Fredrikstad, Sarpsborg, Halden und Moss sowie Askim und Mysen.

## Geschichte
Der Dolmen von Skjeltorp, ein Megalith-Bauwerk, befindet sich in Østfold.
Der Name Østfold leitet sich von der mittelalterlichen Landschaftsbezeichnung Fold her.
Damals wurden Østfold und Vestfold als eine einzige Landschaft aufgefasst, die entweder Fold oder Vik (Viken) genannt wurde.
Archäologische Funde, Felsmalereien und Hügelgräber zeugen davon, dass das Gebiet bereits seit etwa 7.000 Jahren besiedelt wurde. Nirgendwo sonst in Norwegen wurden bisher so viele vor- und frühgeschichtliche Denkmäler gefunden. Zahlreiche Felszeichnungen aus der Stein- und Bronzezeit sind an der Altertumsstraße (Oldtidsveien) zwischen Sarpsborg und Fredrikstad zu sehen. Die älteste Stadt des Gebietes Borg (heute Sarpsborg) wurde 1016 gegründet. Sammlungen von den Anfängen der Besiedlung bis in die jüngere Vergangenheit Østfolds befinden sich im Borgarsyssel-Museum in Sarpsborg.
Die Provinz hieß von ihrer Gründung 1682 bis 1918 Smaalenenes Amt. Sie war eine von 20 „Distrikten“ und gehörte zum Christiania Stift (Bistum Christiania). Eingeteilt war das Amt in die Vogteien Idd og Marker, Moss und Rakkestad. Verwaltungssitz zu dieser Zeit war Moss.
Gerichtsorganisatorisch gehörte sie zum Bezirk des Oberlandesgerichts „Borgarting und Agder“, das in Smaalenene ein eigenes Gericht hatte.
Die Provinz Østfold ist Norwegens Festungsregion. Mehrere Jahrhunderte entstanden hier Verteidigungsanlagen an der Grenze zu Schweden, von denen viele nach der Unabhängigkeit Norwegens abgerissen wurden. Zu dem am besten bis heute erhaltenen gehören die Festungen in Halden (Fredriksten) und Fredrikstad (Fredrikstad Festning).
Durch den Reichtum an Wald und Wasserfällen entstand seit dem Mittelalter eine entwickelte Holzwirtschaft, die seit Ende des 20. Jahrhunderts durch die Zellulose- und Papierherstellung dominiert wird. Zahlreiche Zeugnisse aus der Holzfällerzeit wie der Flößertunnel (Tømmertunnelen) in Eidet sind heute noch zu finden.
Von Østfold gingen entscheidende Impulse für die Unabhängigkeit Norwegens aus. Hier wurde 1814 die Konvention von Moss geschlossen und fanden 1905 die letzten militärischen Auseinandersetzungen mit Schweden statt, die mit der Auflösung der Union mit Schweden endeten. Heute gehört die Region zu den sich am dynamischsten entwickelnden Gebieten Norwegens.

## 2020–2023: Viken
Im Juni 2017 beschloss das Storting, das norwegische Nationalparlament, dass Østfold im Rahmen der landesweiten Regionalreform mit seinen beiden Nachbarfylkern Buskerud und Akershus zu einem neuen Fylke zusammengelegt werden solle. Das Fylkesting von Østfold selbst lehnte die Fusionierung ab. Das Fylke Østfold hatte bei seiner Auflösung rund 297.520 Einwohner.
Østfold ging schließlich zum 1. Januar 2020 im neu gebildeten Fylke Viken auf. Die Regionalregierung des neuen Fylkes sprach sich für die Auflösung Vikens aus. Nachdem es nach den Stortingswahlen 2021 auf nationaler Ebene zu einem Regierungswechsel gekommen war, wurde Viken die Möglichkeit gegeben, seine Auflösung zu beantragen. Im Juni 2022 beschloss das Storting schließlich die Aufspaltung Vikens in Akershus, Buskerud und Østfold.
Das Fylke Østfold entstand am 1. Januar 2024 erneut. Die Fylkesnummer wechselte von 01 (bis 2019) auf 31.

## Infrastruktur
Durch Østfold verlaufen zwei der wichtigsten Autobahnen Norwegens, die E6 von Oslo nach Göteborg, Malmö und Kopenhagen sowie die E18 von Stockholm nach Oslo. Die E6 überquert in Svinesund die Grenze nach Schweden über eine 704 Meter lange Brücke. Die Østfoldbane zwischen Oslo und Kornsjø und weiter als Norgebanan in Richtung Göteborg durchquert die Provinz von Norden nach Süden. Außerdem verkehren Regionalzüge nach Halden, Sarpsborg, Fredrikstad, Rygge und Moss.
Vom Flughafen Moss, Rygge werden Ziele im In- und Ausland angeflogen, darunter Berlin. Von Moss bestehen Fährverbindungen auf die gegenüberliegende Seite des Oslofjords nach Horten in der Provinz Vestfold.

## Verwaltungsgliederung
Østfold ist seit 2024 in zwölf Kommunen unterteilt. Bis Ende 2019 gehörten zu Østfold achtzehn Kommunen. Die Zahl der Kommunen sank, da im Rahmen der landesweiten Kommunalreform in Norwegen zum 1. Januar 2020 einige Kommunen fusioniert wurden.
| Nr.  | Name          | Einwohner (2025) | Fläche (km²) | Sprach- form |
| ---- | ------------- | ---------------- | ------------ | ------------ |
| 3101 | Halden        | 32.038           | 642,48       | Bokmål       |
| 3103 | Moss          | 52.646           | 137,77       | neutral      |
| 3105 | Sarpsborg     | 60.139           | 405,6        | Bokmål       |
| 3107 | Fredrikstad   | 85.862           | 292,55       | Bokmål       |
| 3110 | Hvaler        | 4777             | 90,11        | Bokmål       |
| 3112 | Råde          | 7850             | 118,76       | Bokmål       |
| 3114 | Våler         | 6162             | 256,95       | Bokmål       |
| 3116 | Skiptvet      | 3956             | 101,2        | Bokmål       |
| 3118 | Indre Østfold | 47.449           | 791,76       | Bokmål       |
| 3120 | Rakkestad     | 8527             | 434,87       | Bokmål       |
| 3122 | Marker        | 3655             | 412,9        | Bokmål       |
| 3124 | Aremark       | 1346             | 319,26       | Bokmål       |
| 31   | Østfold       | 314.407          | 4.004,21     | neutral      |

## Städte und Ballungsräume
Im Jahr 2024 lebten 87,0 % der Einwohner des Fylkes in einem Tettsted, also einer Siedlung, die für statistische Zwecke als eine städtische Siedlung gewertet wird. Der größte Tettsted ist der aus den beiden Städten Fredrikstad und Sarpsborg zusammengewachsene Tettsted Fredrikstad/Sarpsborg mit 121.679 Einwohnern. Es folgt der Tettsted Moss mit insgesamt 50.214 Einwohnern, wovon jedoch nur 43.528 im Fylke Østfold leben, da ein Teil im Nachbarfylke Akershus liegt. Drittgrößter Tettsted ist Halden mit 26.255 Einwohnern.

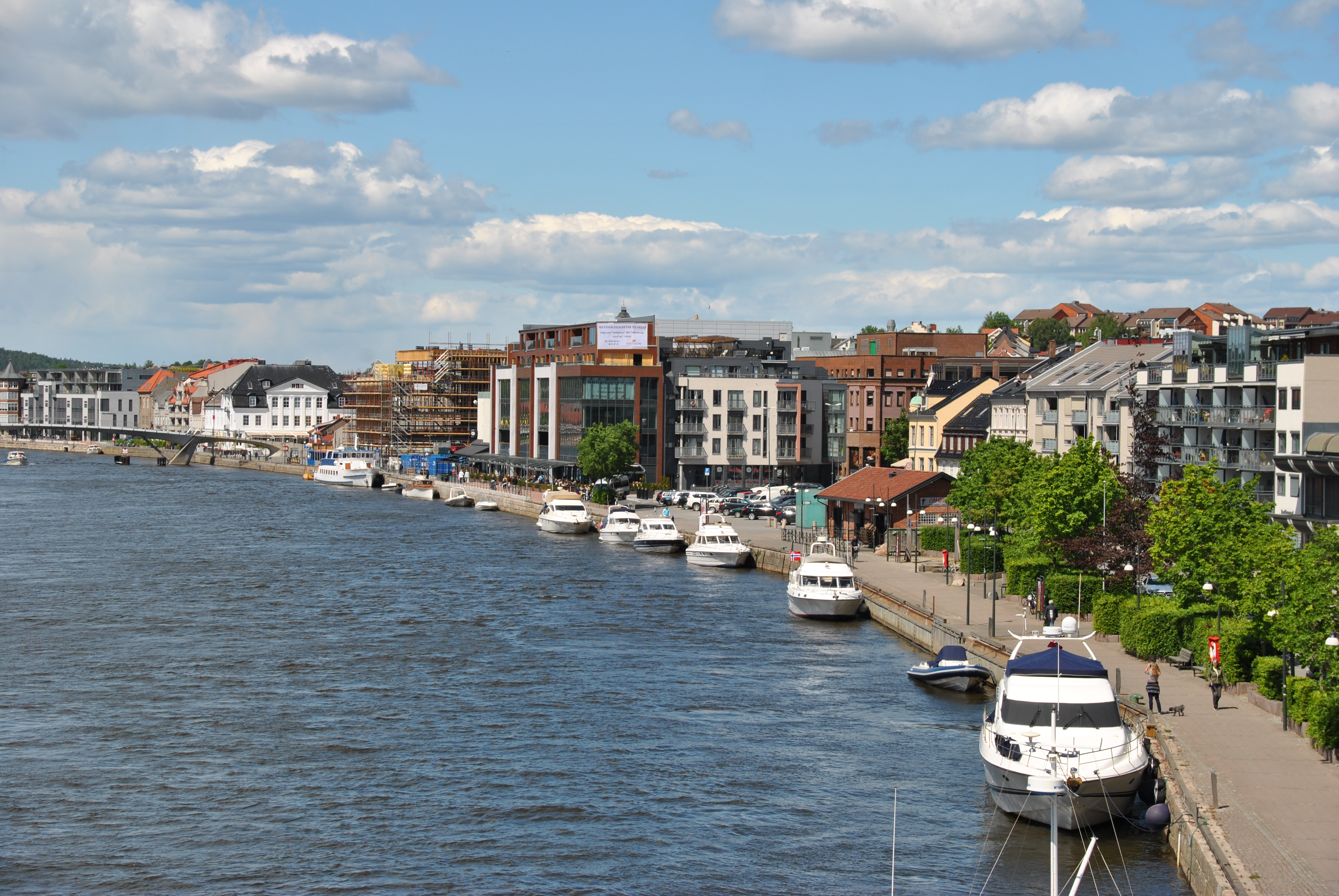
Fredrikstad/Sarpsborg
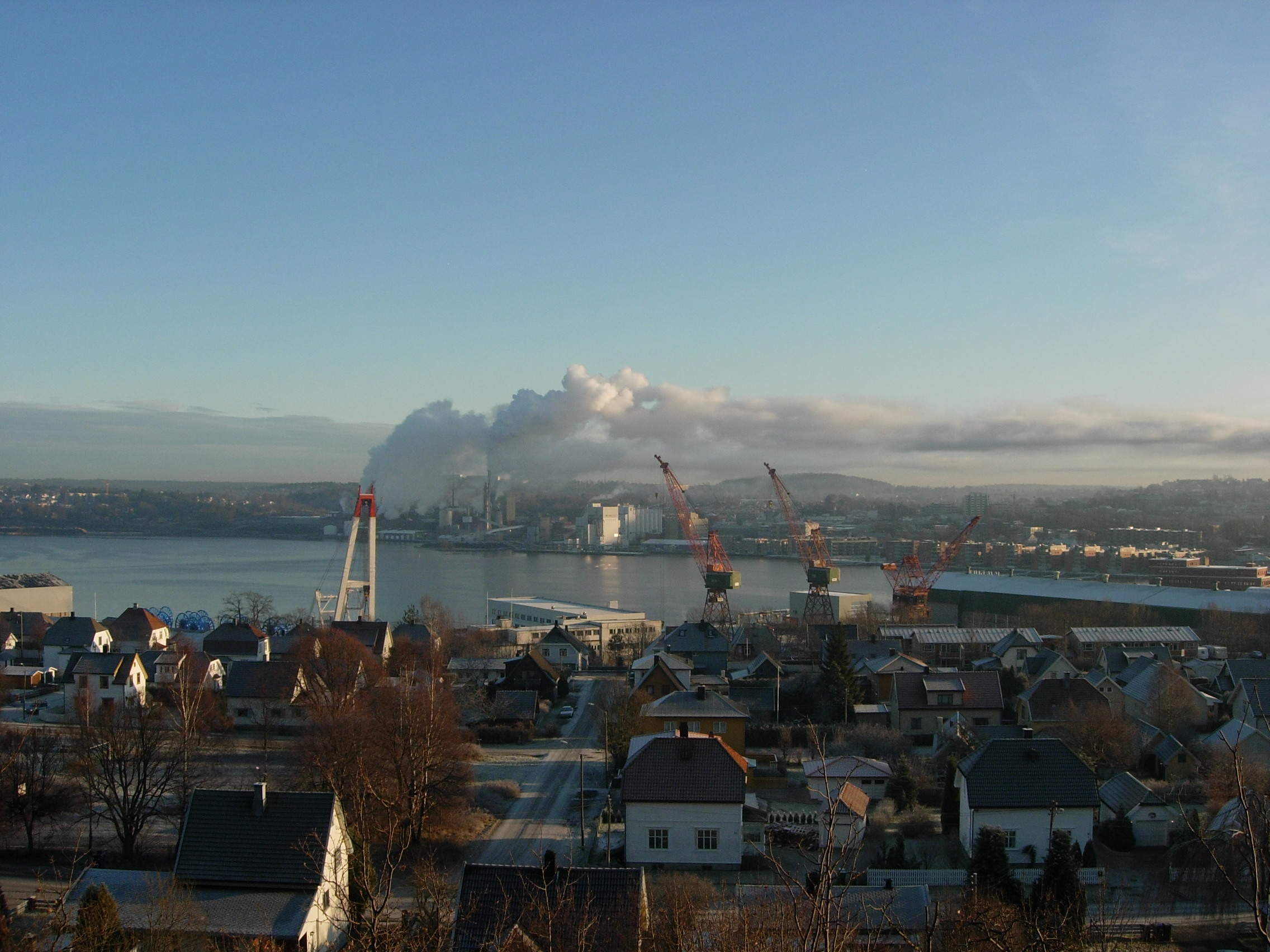
Moss
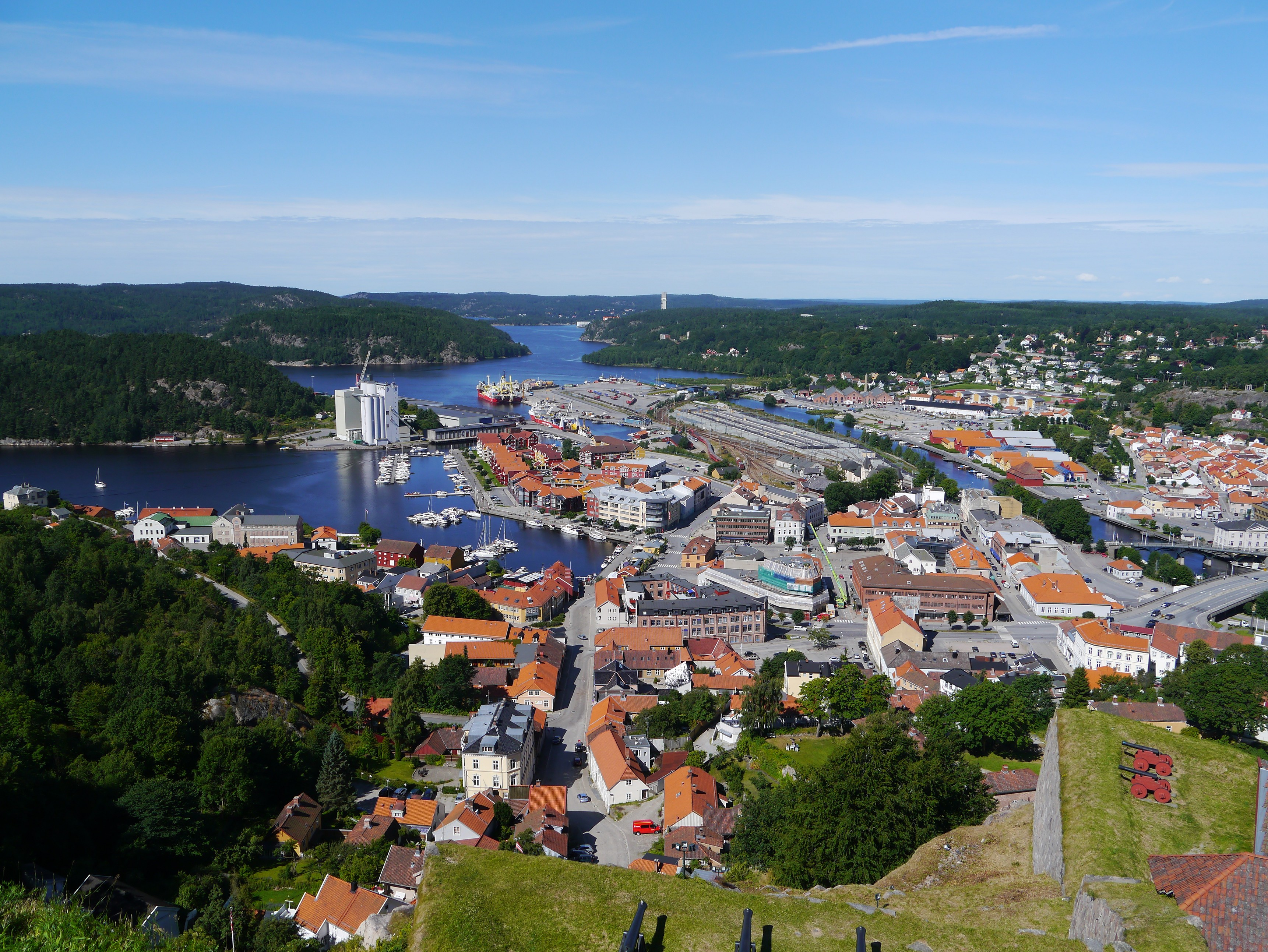
Halden